# How Deep Is Your Love
"How Deep Is Your Love?" é uma canção escrita por Barry, Robin e Maurice Gibb dos Bee Gees e lançada como single no ano de 1977.
Foi originalmente escrita para compor a trilha sonora do filme Saturday Night Fever, estando presente no álbum oficial do filme, tendo se tornado um grande sucesso dos anos 1970. Foi ainda a música com mais adaptações de todos os tempos, com mais de 400 regravações.[carece de fontes?]
A canção está na posição de número 366 da lista da revista Rolling Stone das 500 Grandes Canções de Todos os Tempos.

## Paradas (1977-1978)
| País           | Posição |
| -------------- | ------- |
| Australia      | 3       |
| Áustria        | 13      |
| Bélgica        | 6       |
| Brasil         | 1       |
| Canadá         | 1       |
| Chile          | 1       |
| Finlândia      | 1       |
| França         | 1       |
| Alemanha       | 21      |
| Irlanda        | 2       |
| Nova Zelândia  | 6       |
| Noruega        | 5       |
| África do Sul  | 2       |
| Espanha        | 7       |
| Suécia         | 4       |
| Reino Unido    | 3       |
| Estados Unidos | 1       |
| Holanda        | 15      |

## Versão de Take That
A versão do Take That foi lançada como um single da compilação Greatest Hits em 1996. O single tornou-se o que viria a ser o último número 1 da banda na UK Singles Chart até o single "Patience" de 2006, uma década depois. A canção ficou em número um nas paradas britânicas por três semanas. O single vendeu 671 mil cópias e recebeu uma certificação Platina no Reino Unido. A canção também liderou as paradas na Dinamarca, Irlanda, Itália e Espanha. No Brasil, a canção integrou a trilha sonora internacional da novela "Vira Lata", de Carlos Lombardi, Vinicius Vianna e Maurício Arruda, exibida em 1996 pela Rede Globo. Na novela, a canção foi tema dos personagens Renata e Fidel, interpretados por Carolina Dieckmann e Marcello Novaes.

### Faixas dos singles
UK Cassette Single (74321 35591 5)
1. "How Deep Is Your Love" - 3:41
2. "Never Forget" (Live From Earls Court & Manchester Nynex) - 7:38

UK CD Single #1 (74321 35591 2)
1. "How Deep Is Your Love" - 3:41

Álbum "Vira Lata Internacional", lançado em 1996 por ocasião da novela, em LP, K7 e CD, pela Somlivre, que a canção esteve incluída.

2. "Every Guy" (Live From Earls Court & Manchester Nynex) - 5:36
3. "Lady Tonight" (Live From Earls Court & Manchester Nynex) - 4:13
4. "Sunday To Saturday" (Live From Earls Court & Manchester Nynex) - 3:48

UK CD Single #2 (74321 35631 2)
1. "How Deep Is Your Love" - 3:41
2. "Back For Good" (Live From Earls Court & Manchester Nynex) - 7:06
3. "Babe" (Live From Earls Court & Manchester Nynex) - 6:10
4. "Never Forget" (Live From Earls Court & Manchester Nynex) - 7:38

EU CD Single #1 (74321 35243 2)
1. "How Deep Is Your Love" - 3:41
2. "Back For Good" (Live From Earls Court & Manchester Nynex) - 7:06

EU CD Single #2 (74321 35244 2)
1. "How Deep Is Your Love" - 3:41
2. "Back For Good" (Live From Earls Court & Manchester Nynex) - 7:06
3. "Every Guy" (Live From Earls Court & Manchester Nynex) - 5:36

Japanese CD Single (BVCP-2406)
1. "How Deep Is Your Love" - 3:41
2. "Every Guy" (Live From Earls Court & Manchester Nynex) - 5:36
3. "Babe" (Live From Earls Court & Manchester Nynex) - 6:10
4. "Back For Good" (Live From Earls Court & Manchester Nynex) - 7:06

UK 7" Viynl - Jukebox Release Only (74321 35632 2)
1. "How Deep Is Your Love" - 3:41
2. "Never Forget" (Live From Earls Court & Manchester Nynex) - 7:38